# Medon castaneus
Medon castaneus är en skalbaggsart som först beskrevs av Johann Ludwig Christian Gravenhorst 1802.  Medon castaneus ingår i släktet Medon, och familjen kortvingar. Arten är reproducerande i Sverige.